# Ophiomyia recticulipennis
Ophiomyia recticulipennis este o specie de muște din genul Ophiomyia, familia Agromyzidae, descrisă de Singh și Ipe în anul 1973. Conform Catalogue of Life specia Ophiomyia recticulipennis nu are subspecii cunoscute.